# Kokosový ořech

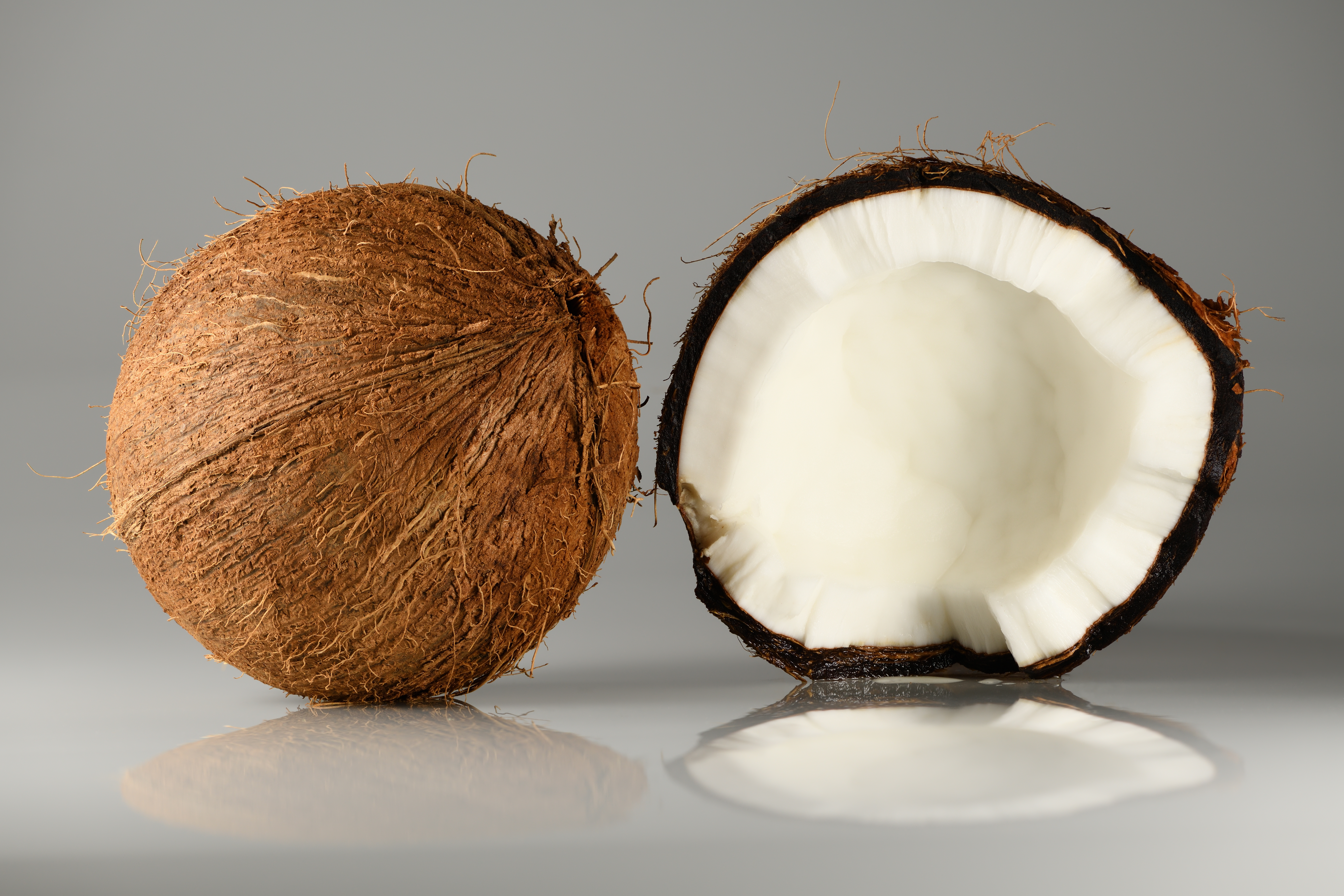
Kokosový ořech

Kokosový ořech je druh ovoce, dutý nepukavý plod kokosovníku ořechoplodého s tvrdou skořápkou na povrchu, bílou dužinou a kokosovou vodou, kterou obsahuje uvnitř. Měří 20–30 cm a váží 2,5 kg. Roste na kokosových palmách, převážně v tropech. Je to vydatný zdroj energie, používá se v potravinářství jako pochutina, ale i pro lisování kokosového oleje. Z kůry plodů se získává kokosové textilní vlákno. Kokosové mléko se získává lisováním dužiny a kokosová voda je přirozeně uvnitř dutiny.
Kokosový ořech patří mezi největší semena na světě. Z botanického hlediska je plod kokosovníku peckovice, nikoliv ořech.[zdroj?]

## Složení
Kokosový ořech se skládá z pevné dřevnaté skořápky, která má hnědou barvu a je pokryta odlupujícími se svazky lýka. Lýko zůstává na ořechu jako pozůstatek po zeleném obalu, ve kterém se kokosový ořech původně nacházel během růstu. Pod tvrdou skořápkou se nachází tvrdá bílá dužnina, které je složena z 60 % tuku, 20 % glycidů, 8 % proteinů a 6 % vody. Průměrný mladý kokos je zdrojem až 20 % denní dávky vápníku, 2 gramy vlákniny, stejného množství proteinů, 15 gramů cukrů a 3 gramy nenasyceného tuku. Dužnina je také významným zdrojem železa, mědi a selenu a obsahuje také hořčík, fosfor, zinek a vitamín C. , 
Uprostřed kokosu se nachází dutina, která umožňuje ořechu plavat ve vodě a současně je vyplněna kokosovou vodou. Kokosová voda je bohatým zdrojem draslíku, vitamínu B (vyjma B6 a B12) a vitaminu C.  Voda z kokosového ořechu prochází náročnou filtrací během cesty od kořenového systému do semene a je naprosto sterilní, což je výhodné v oblastech, kde jsou přirozené vodní zdroje infikované či jinak znečištěné.
Čistá kokosová voda je i jedním z nejlepších elektrolytů, které se ve volné přírodě vyskytují.

## Růst
Kokosové ořechy rostou na vrcholku kokosové palmy zvané kokosovník ořechoplodý, která dává plody až po sedmi letech růstu. Může vyrůst 5 až 150 plodů ročně. Jedná se až o třicet metrů vysoký strom, který se cíleně pěstuje už přes 3 000 let. Původní výskyt tohoto stromu je neznámý, jelikož kokosový ořech může vydržet plavat v moři až několik měsíců a tedy se rozšířit po značném území.
Na vrcholku pevné skořápky kokosu se nacházejí tři otvory, které mají specifickou funkci během růstu a klíčení semena. Dva slouží jako místa, kudy procházejí vyživovací cévní svazky do plodu. Během zrání plodu postupně zarůstají pevnou a tvrdou blánou. Třetí díra je kryta jen tenkou blánou, jelikož slouží pro prorážející klíček kokosu.

## Použití

### Potravinářství
Kokos je základní potravinou pro velkou část světové populace.
Sušená dužnina z kokosu – kopra (zvaná též sušený kokos) se často používá jako dekorační a aromatická přísada na sladké pochutiny jako jsou zákusky a dorty. V obchodech s potravinami se kromě celých kokosových plodů také běžně prodává kokos strouhaný. V menší míře a spíše ve specializovaných prodejnách je možné se setkat s dalšími kokosovými produkty, jako jsou kokosový olej, kokosové mléko, kokosová smetana, kokosové máslo, kokosový cukr (ten se však nezískává z kokosového ořechu).
Kokos je zdrojem kokosové mouky. Kokosová mouka je rozmělněná část kokosového jádra s nulovým podílem otrubnatých částic. Používá se zejména v přípravě jídel. Hodí se zejména na pečení, protože je sladší než pšeničná mouka. Kokosová mouka má velmi nízký glykemický index a neobsahuje lepek. Je velice bohatá na bílkoviny, tuky a vlákninu.
Pro pestrý obsah živin je kokosový ořech význačným prostředkem pro boj s podvýživou.

### Kosmetika
V kosmetice se dá používat v tělových mlécích, sprchových gelech, někdy i ve vůních.

## Výskyt
Kokosová palma roste v přímořských regionech Asie (Filipíny, Indie, Indonésie, Malajsie, Srí Lanka, Thajsko, Vietnam), střední a jižní Ameriky (Brazílie, Kolumbie, Mexiko), Afriky (Madagaskar, Seychely) a v Tichomoří (Nová Guinea).